# Trofeo Alfredo Binda-Comune di Cittiglio 2021
Trofeo Alfredo Binda-Comune di Cittiglio 2021 var den 45. udgave af det italienske cykelløb Trofeo Alfredo Binda-Comune di Cittiglio. Det 142,5 km lange linjeløb blev kørt den 21. marts 2021 med start i Cocquio Trevisago og mål i Cittiglio i provinsen Varese. Løbet var tredje arrangement på UCI Women's World Tour 2021. Den oprindelige 45. udgave blev i 2020 aflyst på grund af coronaviruspandemien.
Den italienske mester Elisa Longo Borghini fra Trek-Segafredo kom alene til målstregen, og vandt løbet med et forspring på 1,42 minut til Team Jumbo-Vismas Marianne Vos og danske Cecilie Uttrup Ludwig fra FDJ-Nouvelle Aquitaine-Futuroscope på tredjepladsen.

## Resultat
| \| Samlede stilling \| Samlede stilling \| Samlede stilling \| Samlede stilling \| Samlede stilling \| \| Rytter \| Rytter \| Hold \| Tid \| \| \| ---------------- \| --------------------- \| ---------------------------------- \| ---------------- \| ---------------- \| \| 1. \| Elisa Longo Borghini \| Trek-Segafredo \| 3t 43' 29" \| \| \| 2. \| Marianne Vos \| Jumbo-Visma Women Team \| + 1' 42" \| \| \| 3. \| Cecilie Uttrup Ludwig \| FDJ-Nouvelle Aquitaine-Futuroscope \| + 1' 42" \| \| \| 4. \| Katarzyna Niewiadoma \| Canyon-SRAM Racing \| + 1' 42" \| \| \| 5. \| Soraya Paladin \| Liv Racing \| + 1' 42" \| \| \| 6. \| Mavi García \| Alé BTC Ljubljana \| + 1' 42" \| \| \| 7. \| Elisa Balsamo \| Valcar-Travel & Service \| + 2' 46" \| \| \| 8. \| Sofia Bertizzolo \| Liv Racing \| + 2' 46" \| \| \| 9. \| Emilia Fahlin \| FDJ-Nouvelle Aquitaine-Futuroscope \| + 2' 46" \| \| \| 10. \| Floortje Mackaij \| Team DSM \| + 2' 46" \| \| |                       |                                    |            |
| |                       |                                    |            |
| Kilder: ProCyclingStats Cycling Quotient |                       |                                    |            |
| Samlede stilling |                       |                                    |            |
| Rytter | Rytter                | Hold                               | Tid        |
| 1. | Elisa Longo Borghini  | Trek-Segafredo                     | 3t 43' 29" |
| 2. | Marianne Vos          | Jumbo-Visma Women Team             | + 1' 42"   |
| 3. | Cecilie Uttrup Ludwig | FDJ-Nouvelle Aquitaine-Futuroscope | + 1' 42"   |
| 4. | Katarzyna Niewiadoma  | Canyon-SRAM Racing                 | + 1' 42"   |
| 5. | Soraya Paladin        | Liv Racing                         | + 1' 42"   |
| 6. | Mavi García           | Alé BTC Ljubljana                  | + 1' 42"   |
| 7. | Elisa Balsamo         | Valcar-Travel & Service            | + 2' 46"   |
| 8. | Sofia Bertizzolo      | Liv Racing                         | + 2' 46"   |
| 9. | Emilia Fahlin         | FDJ-Nouvelle Aquitaine-Futuroscope | + 2' 46"   |
| 10. | Floortje Mackaij      | Team DSM                           | + 2' 46"   |

## Hold og ryttere
| translation for headoftableIII_translate index 58 not found (9)- Alé BTC Ljubljana - Canyon-SRAM Racing - FDJ-Nouvelle Aquitaine-Futuroscope - Liv Racing - Movistar Team - Team BikeExchange - Team DSM - SD Worx - Trek-Segafredo UCI Women's Kontinentalhold (13)- A.R. Monex - Ceratizit-WNT Pro Cycling - Cogeas-Mettler-Look Pro Cycling Team - Jumbo-Visma - Parkhotel Valkenburg - Team Tibco-Silicon Valley Bank - Aromitalia-Basso Bikes-Vaiano - BePink - Born To Win-G20-Ambedo - Isolmant-Premac-Vittoria - Servetto-Makhymo-Beltrami TSA - Top Girls Fassa Bortolo - Valcar-Travel & Service |
| |

### Danske ryttere
| Danske ryttere på startlisten |                       |                                    |           |
| Rygnummer                     | Rytter                | Hold                               | Placering |
| 31                            | Cecilie Uttrup Ludwig | FDJ-Nouvelle Aquitaine-Futuroscope | 3         |

* DNF = gennemførte ikke

### Startliste
| Jumbo-Visma Women Team TJV | Jumbo-Visma Women Team TJV | Jumbo-Visma Women Team TJV |
| -------------------------- | -------------------------- | -------------------------- |
| Nr.                        | Rytter                     | Placering                  |
| 1                          | Marianne Vos (NED)         | 2.                         |
| 2                          | Teuntje Beekhuis (NED)     | DNF                        |
| 3                          | Riejanne Markus (NED)      | 21.                        |
| 4                          | Anouska Koster (NED)       | 25.                        |
| 5                          | Nancy Van Der Burg (NED)   | DNF                        |
| 6                          | Julie Van de Velde (BEL)   | 53.                        |

| Alé BTC Ljubljana ALE | Alé BTC Ljubljana ALE        | Alé BTC Ljubljana ALE |
| --------------------- | ---------------------------- | --------------------- |
| Nr.                   | Rytter                       | Placering             |
| 11                    | Mavi García (ESP) (landevej) | 6.                    |
| 12                    | Marlen Reusser (SUI)         | 27.                   |
| 13                    | Eugenia Bujak (SLO)          | DNF                   |
| 14                    | Marta Bastianelli (ITA)      | 44.                   |
| 15                    | Tatiana Guderzo (ITA)        | DNF                   |
| 16                    | Urša Pintar (SLO) (landevej) | 29.                   |

| Canyon-SRAM Racing CSR | Canyon-SRAM Racing CSR        | Canyon-SRAM Racing CSR |
| ---------------------- | ----------------------------- | ---------------------- |
| Nr.                    | Rytter                        | Placering              |
| 21                     | Alena Amjaljusik (BLR)        | 48.                    |
| 22                     | Hannah Barnes (GBR)           | 15.                    |
| 23                     | Tiffany Cromwell (AUS)        | 42.                    |
| 24                     | Mikayla Harvey (NZL)          | DNF                    |
| 25                     | Omer Shapira (ISR) (landevej) | DNF                    |
| 26                     | Katarzyna Niewiadoma (POL)    | 4.                     |

| FDJ-Nouvelle Aquitaine-Futuroscope FDJ | FDJ-Nouvelle Aquitaine-Futuroscope FDJ | FDJ-Nouvelle Aquitaine-Futuroscope FDJ |
| -------------------------------------- | -------------------------------------- | -------------------------------------- |
| Nr.                                    | Rytter                                 | Placering                              |
| 31                                     | Cecilie Uttrup Ludwig (DEN)            | 3.                                     |
| 32                                     | Marta Cavalli (ITA)                    | 35.                                    |
| 33                                     | Brodie Chapman (AUS)                   | DNF                                    |
| 34                                     | Emilia Fahlin (SWE)                    | 9.                                     |
| 35                                     | Évita Muzic (FRA)                      | DNF                                    |
| 36                                     | Jade Wiel (FRA)                        | DNF                                    |

| Liv Racing LIV | Liv Racing LIV             | Liv Racing LIV |
| -------------- | -------------------------- | -------------- |
| Nr.            | Rytter                     | Placering      |
| 41             | Sofia Bertizzolo (ITA)     | 8.             |
| 42             | Alison Jackson (CAN)       | 38.            |
| 43             | Marta Jaskulska (POL)      | 54.            |
| 44             | Jeanne Korevaar (NED)      | 26.            |
| 45             | Soraya Paladin (ITA)       | 5.             |
| 46             | Pauliena Rooijakkers (NED) | 33.            |

| Movistar Team MOV | Movistar Team MOV            | Movistar Team MOV |
| ----------------- | ---------------------------- | ----------------- |
| Nr.               | Rytter                       | Placering         |
| 51                | Katrine Aalerud (NOR)        | 36.               |
| 52                | Jelena Erić (SRB)            | 11.               |
| 53                | Alicia González Blanco (ESP) | DNF               |
| 54                | Paula Patiño (COL)           | DNF               |
| 55                | Gloria Rodríguez (ESP)       | DNF               |
| 56                | Leah Thomas (USA)            | 18.               |

| Team BikeExchange BEX | Team BikeExchange BEX             | Team BikeExchange BEX |
| --------------------- | --------------------------------- | --------------------- |
| Nr.                   | Rytter                            | Placering             |
| 61                    | Amanda Spratt (AUS)               | 22.                   |
| 62                    | Lucy Kennedy (AUS)                | 37.                   |
| 63                    | Georgia Williams (NZL) (landevej) | DNF                   |
| 64                    | Ane Santesteban (ESP)             | 45.                   |
| 65                    | Janneke Ensing (NED)              | DNF                   |
| 66                    | Urška Žigart (SLO)                | DNF                   |

| Team DSM DSM | Team DSM DSM           | Team DSM DSM |
| ------------ | ---------------------- | ------------ |
| Nr.          | Rytter                 | Placering    |
| 71           | Georgi Pfeiffer (GBR)  | 39.          |
| 72           | Juliette Labous (FRA)  | DNF          |
| 73           | Wilma Olausson (SWE)   | DNF          |
| 74           | Floortje Mackaij (NED) | 10.          |
| 75           | Esmée Peperkamp (NED)  | DNF          |
| 76           | Julia Soek (NED)       | DNF          |

| SD Worx SDW | SD Worx SDW                             | SD Worx SDW |
| ----------- | --------------------------------------- | ----------- |
| Nr.         | Rytter                                  | Placering   |
| 81          | Chantal van den Broek-Blaak (NED)       | 31.         |
| 82          | Karol-Ann Canuel (CAN)                  | 52.         |
| 83          | Elena Cecchini (ITA)                    | 20.         |
| 84          | Niamh Fisher-Black (NZL)                | 30.         |
| 85          | Ashleigh Moolman-Pasio (RSA) (landevej) | 14.         |
| 86          | Anna Shackley (GBR)                     | 46.         |

| Trek-Segafredo TFS | Trek-Segafredo TFS                    | Trek-Segafredo TFS |
| ------------------ | ------------------------------------- | ------------------ |
| Nr.                | Rytter                                | Placering          |
| 92                 | Lizzie Deignan (GBR)                  | 12.                |
| 93                 | Elisa Longo Borghini (ITA) (landevej) | 1.                 |
| 94                 | Audrey Cordon-Ragot (FRA) (landevej)  | DNF                |
| 95                 | Tayler Wiles (USA)                    | 49.                |
| 96                 | Ruth Winder (USA)                     | 51.                |

| Ceratizit-WNT Pro Cycling WNT | Ceratizit-WNT Pro Cycling WNT | Ceratizit-WNT Pro Cycling WNT |
| ----------------------------- | ----------------------------- | ----------------------------- |
| Nr.                           | Rytter                        | Placering                     |
| 101                           | Erica Magnaldi (ITA)          | 19.                           |
| 102                           | Lara Vieceli (ITA)            | DNF                           |
| 103                           | Laura Asencio (FRA)           | DNF                           |
| 104                           | Franziska Brauße (GER)        | DNF                           |
| 105                           | Kathrin Hammes (GER)          | DNF                           |
| 106                           | Sarah Rijkes (AUT)            | DNF                           |

| Valcar-Travel & Service VAL | Valcar-Travel & Service VAL | Valcar-Travel & Service VAL |
| --------------------------- | --------------------------- | --------------------------- |
| Nr.                         | Rytter                      | Placering                   |
| 111                         | Elisa Balsamo (ITA)         | 7.                          |
| 112                         | Vittoria Guazzini (ITA)     | DNF                         |
| 113                         | Eleonora Gasparrini (ITA)   | DNF                         |
| 114                         | Ilaria Sanguineti (ITA)     | DNF                         |
| 115                         | Silvia Pollicini (ITA)      | DNF                         |
| 116                         | Federica Piergiovanni (ITA) | DNF                         |

| Parkhotel Valkenburg PHV | Parkhotel Valkenburg PHV | Parkhotel Valkenburg PHV |
| ------------------------ | ------------------------ | ------------------------ |
| Nr.                      | Rytter                   | Placering                |
| 121                      | Nina Buysman (NED)       | DNF                      |
| 122                      | Lieke Nooijen (NED)      | DNF                      |
| 123                      | Femke Gerritse (NED)     | DNF                      |
| 124                      | Pien Limpens (NED)       | DNF                      |
| 126                      | Julia Van Bokhoven (NED) | 28.                      |

| Tibco-Silicon Valley Bank TIB | Tibco-Silicon Valley Bank TIB | Tibco-Silicon Valley Bank TIB |
| ----------------------------- | ----------------------------- | ----------------------------- |
| Nr.                           | Rytter                        | Placering                     |
| 131                           | Lauren Stephens (USA)         | 16.                           |
| 132                           | Sarah Gigante (AUS)           | 23.                           |
| 133                           | Tanja Erath (GER)             | DNF                           |
| 134                           | Leah Dixon (GBR)              | DNF                           |
| 135                           | Eri Yonamine (JPN)            | 43.                           |

| A.R. Monex Women's ASA | A.R. Monex Women's ASA        | A.R. Monex Women's ASA |
| ---------------------- | ----------------------------- | ---------------------- |
| Nr.                    | Rytter                        | Placering              |
| 141                    | Mariia Miliaeva (RUS)         | DNF                    |
| 142                    | Eider Merino (ESP)            | 32.                    |
| 143                    | Marija Novolodskaja (RUS)     | 24.                    |
| 144                    | Katia Ragusa (ITA)            | 13.                    |
| 145                    | Lizbeth Salazar (MEX)         | DNF                    |
| 146                    | Maria Vittoria Sperotto (ITA) | DNF                    |

| Aromitalia-Basso Bikes-Vaiano VAI | Aromitalia-Basso Bikes-Vaiano VAI | Aromitalia-Basso Bikes-Vaiano VAI |
| --------------------------------- | --------------------------------- | --------------------------------- |
| Nr.                               | Rytter                            | Placering                         |
| 151                               | Rasa Leleivytė (LTU)              | 50.                               |
| 152                               | Olivija Baleišytė (LTU)           | DNF                               |
| 153                               | Letizia Borghesi (ITA)            | 40.                               |
| 154                               | Inga Čilvinaitė (LTU)             | DNF                               |
| 155                               | Giulia Marchesini (ITA)           | DNF                               |
| 156                               | Giada Borghesi (ITA)              | DNF                               |

| Bepink BPK | Bepink BPK              | Bepink BPK |
| ---------- | ----------------------- | ---------- |
| Nr.        | Rytter                  | Placering  |
| 161        | Silvia Zanardi (ITA)    | DNF        |
| 162        | Camilla Alessio (ITA)   | DNF        |
| 163        | Michaela Drummond (NZL) | DNF        |
| 164        | Matilde Vitillo (ITA)   | DNF        |
| 165        | Nadia Quagliotto (ITA)  | DNF        |
| 166        | Silvia Valsecchi (ITA)  | DNF        |

| Born To Win-G20-Ambedo BTW | Born To Win-G20-Ambedo BTW | Born To Win-G20-Ambedo BTW |
| -------------------------- | -------------------------- | -------------------------- |
| Nr.                        | Rytter                     | Placering                  |
| 171                        | Francesca Balducci (ITA)   | DNF                        |
| 172                        | Giorgia Simoni (ITA)       | DNF                        |
| 173                        | Anastasia Carbonari (ITA)  | DNF                        |
| 174                        | Martina Sgrisleri (ITA)    | DNF                        |
| 175                        | Alice Palazzi (ITA)        | DNF                        |
| 176                        | Leonora Geppi (ITA)        | DNF                        |

| Cogeas-Mettler-Look Pro Cycling Team CGS | Cogeas-Mettler-Look Pro Cycling Team CGS | Cogeas-Mettler-Look Pro Cycling Team CGS |
| ---------------------------------------- | ---------------------------------------- | ---------------------------------------- |
| Nr.                                      | Rytter                                   | Placering                                |
| 182                                      | Diana Klimova (RUS) (landevej)           | DNF                                      |
| 183                                      | Iuliia Galimullina (RUS)                 | DNF                                      |
| 184                                      | Marina Uvarova (RUS)                     | DNF                                      |
| 185                                      | Gulnaz Khatuntseva (RUS)                 | DNF                                      |
| 186                                      | Tamara Dronova-Balabolina (RUS)          | DNF                                      |

| Isolmant-Premac-Vittoria SBT | Isolmant-Premac-Vittoria SBT | Isolmant-Premac-Vittoria SBT |
| ---------------------------- | ---------------------------- | ---------------------------- |
| Nr.                          | Rytter                       | Placering                    |
| 191                          | Martina Fidanza (ITA)        | DNF                          |
| 192                          | Francesca Pisciali (ITA)     | DNF                          |
| 193                          | Francesca Baroni (ITA)       | 41.                          |
| 194                          | Alice Gasparini (ITA)        | DNF                          |
| 195                          | Gaia Realini (ITA)           | DNF                          |

| Servetto-Makhymo-Beltrami TSA SER | Servetto-Makhymo-Beltrami TSA SER | Servetto-Makhymo-Beltrami TSA SER |
| --------------------------------- | --------------------------------- | --------------------------------- |
| Nr.                               | Rytter                            | Placering                         |
| 201                               | Anna Potokina (RUS)               | DNF                               |
| 202                               | Līna Svarinska (LAT)              | DNF                               |
| 203                               | Sara Casasola (ITA)               | DNF                               |
| 204                               | Nadja Heigl (AUT)                 | DNF                               |
| 205                               | Asia Zontone (ITA)                | DNF                               |
| 206                               | Elis Simeoni (ITA)                | DNF                               |

| Top Girls Fassa Bortolo TOP | Top Girls Fassa Bortolo TOP | Top Girls Fassa Bortolo TOP |
| --------------------------- | --------------------------- | --------------------------- |
| Nr.                         | Rytter                      | Placering                   |
| 212                         | Giorgia Bariani (ITA)       | 47.                         |
| 213                         | Elisa Dalla Valle (ITA)     | DNF                         |
| 214                         | Greta Marturano (ITA)       | 34.                         |
| 215                         | Giorgia Vettorello (ITA)    | DNF                         |
| 216                         | Debora Silvestri (ITA)      | 17.                         |

| Jumbo-Visma Women Team TJV | Jumbo-Visma Women Team TJV | Jumbo-Visma Women Team TJV |
| -------------------------- | -------------------------- | -------------------------- |
| Nr.                        | Rytter                     | Placering                  |
| 1                          | Marianne Vos (NED)         | 2.                         |
| 2                          | Teuntje Beekhuis (NED)     | DNF                        |
| 3                          | Riejanne Markus (NED)      | 21.                        |
| 4                          | Anouska Koster (NED)       | 25.                        |
| 5                          | Nancy Van Der Burg (NED)   | DNF                        |
| 6                          | Julie Van de Velde (BEL)   | 53.                        |

| Alé BTC Ljubljana ALE | Alé BTC Ljubljana ALE        | Alé BTC Ljubljana ALE |
| --------------------- | ---------------------------- | --------------------- |
| Nr.                   | Rytter                       | Placering             |
| 11                    | Mavi García (ESP) (landevej) | 6.                    |
| 12                    | Marlen Reusser (SUI)         | 27.                   |
| 13                    | Eugenia Bujak (SLO)          | DNF                   |
| 14                    | Marta Bastianelli (ITA)      | 44.                   |
| 15                    | Tatiana Guderzo (ITA)        | DNF                   |
| 16                    | Urša Pintar (SLO) (landevej) | 29.                   |

| Canyon-SRAM Racing CSR | Canyon-SRAM Racing CSR        | Canyon-SRAM Racing CSR |
| ---------------------- | ----------------------------- | ---------------------- |
| Nr.                    | Rytter                        | Placering              |
| 21                     | Alena Amjaljusik (BLR)        | 48.                    |
| 22                     | Hannah Barnes (GBR)           | 15.                    |
| 23                     | Tiffany Cromwell (AUS)        | 42.                    |
| 24                     | Mikayla Harvey (NZL)          | DNF                    |
| 25                     | Omer Shapira (ISR) (landevej) | DNF                    |
| 26                     | Katarzyna Niewiadoma (POL)    | 4.                     |

| FDJ-Nouvelle Aquitaine-Futuroscope FDJ | FDJ-Nouvelle Aquitaine-Futuroscope FDJ | FDJ-Nouvelle Aquitaine-Futuroscope FDJ |
| -------------------------------------- | -------------------------------------- | -------------------------------------- |
| Nr.                                    | Rytter                                 | Placering                              |
| 31                                     | Cecilie Uttrup Ludwig (DEN)            | 3.                                     |
| 32                                     | Marta Cavalli (ITA)                    | 35.                                    |
| 33                                     | Brodie Chapman (AUS)                   | DNF                                    |
| 34                                     | Emilia Fahlin (SWE)                    | 9.                                     |
| 35                                     | Évita Muzic (FRA)                      | DNF                                    |
| 36                                     | Jade Wiel (FRA)                        | DNF                                    |

| Liv Racing LIV | Liv Racing LIV             | Liv Racing LIV |
| -------------- | -------------------------- | -------------- |
| Nr.            | Rytter                     | Placering      |
| 41             | Sofia Bertizzolo (ITA)     | 8.             |
| 42             | Alison Jackson (CAN)       | 38.            |
| 43             | Marta Jaskulska (POL)      | 54.            |
| 44             | Jeanne Korevaar (NED)      | 26.            |
| 45             | Soraya Paladin (ITA)       | 5.             |
| 46             | Pauliena Rooijakkers (NED) | 33.            |

| Movistar Team MOV | Movistar Team MOV            | Movistar Team MOV |
| ----------------- | ---------------------------- | ----------------- |
| Nr.               | Rytter                       | Placering         |
| 51                | Katrine Aalerud (NOR)        | 36.               |
| 52                | Jelena Erić (SRB)            | 11.               |
| 53                | Alicia González Blanco (ESP) | DNF               |
| 54                | Paula Patiño (COL)           | DNF               |
| 55                | Gloria Rodríguez (ESP)       | DNF               |
| 56                | Leah Thomas (USA)            | 18.               |

| Team BikeExchange BEX | Team BikeExchange BEX             | Team BikeExchange BEX |
| --------------------- | --------------------------------- | --------------------- |
| Nr.                   | Rytter                            | Placering             |
| 61                    | Amanda Spratt (AUS)               | 22.                   |
| 62                    | Lucy Kennedy (AUS)                | 37.                   |
| 63                    | Georgia Williams (NZL) (landevej) | DNF                   |
| 64                    | Ane Santesteban (ESP)             | 45.                   |
| 65                    | Janneke Ensing (NED)              | DNF                   |
| 66                    | Urška Žigart (SLO)                | DNF                   |

| Team DSM DSM | Team DSM DSM           | Team DSM DSM |
| ------------ | ---------------------- | ------------ |
| Nr.          | Rytter                 | Placering    |
| 71           | Georgi Pfeiffer (GBR)  | 39.          |
| 72           | Juliette Labous (FRA)  | DNF          |
| 73           | Wilma Olausson (SWE)   | DNF          |
| 74           | Floortje Mackaij (NED) | 10.          |
| 75           | Esmée Peperkamp (NED)  | DNF          |
| 76           | Julia Soek (NED)       | DNF          |

| SD Worx SDW | SD Worx SDW                             | SD Worx SDW |
| ----------- | --------------------------------------- | ----------- |
| Nr.         | Rytter                                  | Placering   |
| 81          | Chantal van den Broek-Blaak (NED)       | 31.         |
| 82          | Karol-Ann Canuel (CAN)                  | 52.         |
| 83          | Elena Cecchini (ITA)                    | 20.         |
| 84          | Niamh Fisher-Black (NZL)                | 30.         |
| 85          | Ashleigh Moolman-Pasio (RSA) (landevej) | 14.         |
| 86          | Anna Shackley (GBR)                     | 46.         |

| Trek-Segafredo TFS | Trek-Segafredo TFS                    | Trek-Segafredo TFS |
| ------------------ | ------------------------------------- | ------------------ |
| Nr.                | Rytter                                | Placering          |
| 92                 | Lizzie Deignan (GBR)                  | 12.                |
| 93                 | Elisa Longo Borghini (ITA) (landevej) | 1.                 |
| 94                 | Audrey Cordon-Ragot (FRA) (landevej)  | DNF                |
| 95                 | Tayler Wiles (USA)                    | 49.                |
| 96                 | Ruth Winder (USA)                     | 51.                |

| Ceratizit-WNT Pro Cycling WNT | Ceratizit-WNT Pro Cycling WNT | Ceratizit-WNT Pro Cycling WNT |
| ----------------------------- | ----------------------------- | ----------------------------- |
| Nr.                           | Rytter                        | Placering                     |
| 101                           | Erica Magnaldi (ITA)          | 19.                           |
| 102                           | Lara Vieceli (ITA)            | DNF                           |
| 103                           | Laura Asencio (FRA)           | DNF                           |
| 104                           | Franziska Brauße (GER)        | DNF                           |
| 105                           | Kathrin Hammes (GER)          | DNF                           |
| 106                           | Sarah Rijkes (AUT)            | DNF                           |

| Valcar-Travel & Service VAL | Valcar-Travel & Service VAL | Valcar-Travel & Service VAL |
| --------------------------- | --------------------------- | --------------------------- |
| Nr.                         | Rytter                      | Placering                   |
| 111                         | Elisa Balsamo (ITA)         | 7.                          |
| 112                         | Vittoria Guazzini (ITA)     | DNF                         |
| 113                         | Eleonora Gasparrini (ITA)   | DNF                         |
| 114                         | Ilaria Sanguineti (ITA)     | DNF                         |
| 115                         | Silvia Pollicini (ITA)      | DNF                         |
| 116                         | Federica Piergiovanni (ITA) | DNF                         |

| Parkhotel Valkenburg PHV | Parkhotel Valkenburg PHV | Parkhotel Valkenburg PHV |
| ------------------------ | ------------------------ | ------------------------ |
| Nr.                      | Rytter                   | Placering                |
| 121                      | Nina Buysman (NED)       | DNF                      |
| 122                      | Lieke Nooijen (NED)      | DNF                      |
| 123                      | Femke Gerritse (NED)     | DNF                      |
| 124                      | Pien Limpens (NED)       | DNF                      |
| 126                      | Julia Van Bokhoven (NED) | 28.                      |

| Tibco-Silicon Valley Bank TIB | Tibco-Silicon Valley Bank TIB | Tibco-Silicon Valley Bank TIB |
| ----------------------------- | ----------------------------- | ----------------------------- |
| Nr.                           | Rytter                        | Placering                     |
| 131                           | Lauren Stephens (USA)         | 16.                           |
| 132                           | Sarah Gigante (AUS)           | 23.                           |
| 133                           | Tanja Erath (GER)             | DNF                           |
| 134                           | Leah Dixon (GBR)              | DNF                           |
| 135                           | Eri Yonamine (JPN)            | 43.                           |

| A.R. Monex Women's ASA | A.R. Monex Women's ASA        | A.R. Monex Women's ASA |
| ---------------------- | ----------------------------- | ---------------------- |
| Nr.                    | Rytter                        | Placering              |
| 141                    | Mariia Miliaeva (RUS)         | DNF                    |
| 142                    | Eider Merino (ESP)            | 32.                    |
| 143                    | Marija Novolodskaja (RUS)     | 24.                    |
| 144                    | Katia Ragusa (ITA)            | 13.                    |
| 145                    | Lizbeth Salazar (MEX)         | DNF                    |
| 146                    | Maria Vittoria Sperotto (ITA) | DNF                    |

| Aromitalia-Basso Bikes-Vaiano VAI | Aromitalia-Basso Bikes-Vaiano VAI | Aromitalia-Basso Bikes-Vaiano VAI |
| --------------------------------- | --------------------------------- | --------------------------------- |
| Nr.                               | Rytter                            | Placering                         |
| 151                               | Rasa Leleivytė (LTU)              | 50.                               |
| 152                               | Olivija Baleišytė (LTU)           | DNF                               |
| 153                               | Letizia Borghesi (ITA)            | 40.                               |
| 154                               | Inga Čilvinaitė (LTU)             | DNF                               |
| 155                               | Giulia Marchesini (ITA)           | DNF                               |
| 156                               | Giada Borghesi (ITA)              | DNF                               |

| Bepink BPK | Bepink BPK              | Bepink BPK |
| ---------- | ----------------------- | ---------- |
| Nr.        | Rytter                  | Placering  |
| 161        | Silvia Zanardi (ITA)    | DNF        |
| 162        | Camilla Alessio (ITA)   | DNF        |
| 163        | Michaela Drummond (NZL) | DNF        |
| 164        | Matilde Vitillo (ITA)   | DNF        |
| 165        | Nadia Quagliotto (ITA)  | DNF        |
| 166        | Silvia Valsecchi (ITA)  | DNF        |

| Born To Win-G20-Ambedo BTW | Born To Win-G20-Ambedo BTW | Born To Win-G20-Ambedo BTW |
| -------------------------- | -------------------------- | -------------------------- |
| Nr.                        | Rytter                     | Placering                  |
| 171                        | Francesca Balducci (ITA)   | DNF                        |
| 172                        | Giorgia Simoni (ITA)       | DNF                        |
| 173                        | Anastasia Carbonari (ITA)  | DNF                        |
| 174                        | Martina Sgrisleri (ITA)    | DNF                        |
| 175                        | Alice Palazzi (ITA)        | DNF                        |
| 176                        | Leonora Geppi (ITA)        | DNF                        |

| Cogeas-Mettler-Look Pro Cycling Team CGS | Cogeas-Mettler-Look Pro Cycling Team CGS | Cogeas-Mettler-Look Pro Cycling Team CGS |
| ---------------------------------------- | ---------------------------------------- | ---------------------------------------- |
| Nr.                                      | Rytter                                   | Placering                                |
| 182                                      | Diana Klimova (RUS) (landevej)           | DNF                                      |
| 183                                      | Iuliia Galimullina (RUS)                 | DNF                                      |
| 184                                      | Marina Uvarova (RUS)                     | DNF                                      |
| 185                                      | Gulnaz Khatuntseva (RUS)                 | DNF                                      |
| 186                                      | Tamara Dronova-Balabolina (RUS)          | DNF                                      |

| Isolmant-Premac-Vittoria SBT | Isolmant-Premac-Vittoria SBT | Isolmant-Premac-Vittoria SBT |
| ---------------------------- | ---------------------------- | ---------------------------- |
| Nr.                          | Rytter                       | Placering                    |
| 191                          | Martina Fidanza (ITA)        | DNF                          |
| 192                          | Francesca Pisciali (ITA)     | DNF                          |
| 193                          | Francesca Baroni (ITA)       | 41.                          |
| 194                          | Alice Gasparini (ITA)        | DNF                          |
| 195                          | Gaia Realini (ITA)           | DNF                          |

| Servetto-Makhymo-Beltrami TSA SER | Servetto-Makhymo-Beltrami TSA SER | Servetto-Makhymo-Beltrami TSA SER |
| --------------------------------- | --------------------------------- | --------------------------------- |
| Nr.                               | Rytter                            | Placering                         |
| 201                               | Anna Potokina (RUS)               | DNF                               |
| 202                               | Līna Svarinska (LAT)              | DNF                               |
| 203                               | Sara Casasola (ITA)               | DNF                               |
| 204                               | Nadja Heigl (AUT)                 | DNF                               |
| 205                               | Asia Zontone (ITA)                | DNF                               |
| 206                               | Elis Simeoni (ITA)                | DNF                               |

| Top Girls Fassa Bortolo TOP | Top Girls Fassa Bortolo TOP | Top Girls Fassa Bortolo TOP |
| --------------------------- | --------------------------- | --------------------------- |
| Nr.                         | Rytter                      | Placering                   |
| 212                         | Giorgia Bariani (ITA)       | 47.                         |
| 213                         | Elisa Dalla Valle (ITA)     | DNF                         |
| 214                         | Greta Marturano (ITA)       | 34.                         |
| 215                         | Giorgia Vettorello (ITA)    | DNF                         |
| 216                         | Debora Silvestri (ITA)      | 17.                         |